# Torny
Torny es una comuna suiza del cantón de Friburgo, situada en el distrito de Glâne. Limita al norte con las comunas de Payerne (VD) y Montagny, al este con Corserey y La Brillaz, al sur con La Folliaz, al suroeste con Châtonnaye, y al oeste con Trey (VD).
La comuna actual es el resultado de la fusión en 2004 de las antiguas comunas de Torny-le-Grand y Middes.

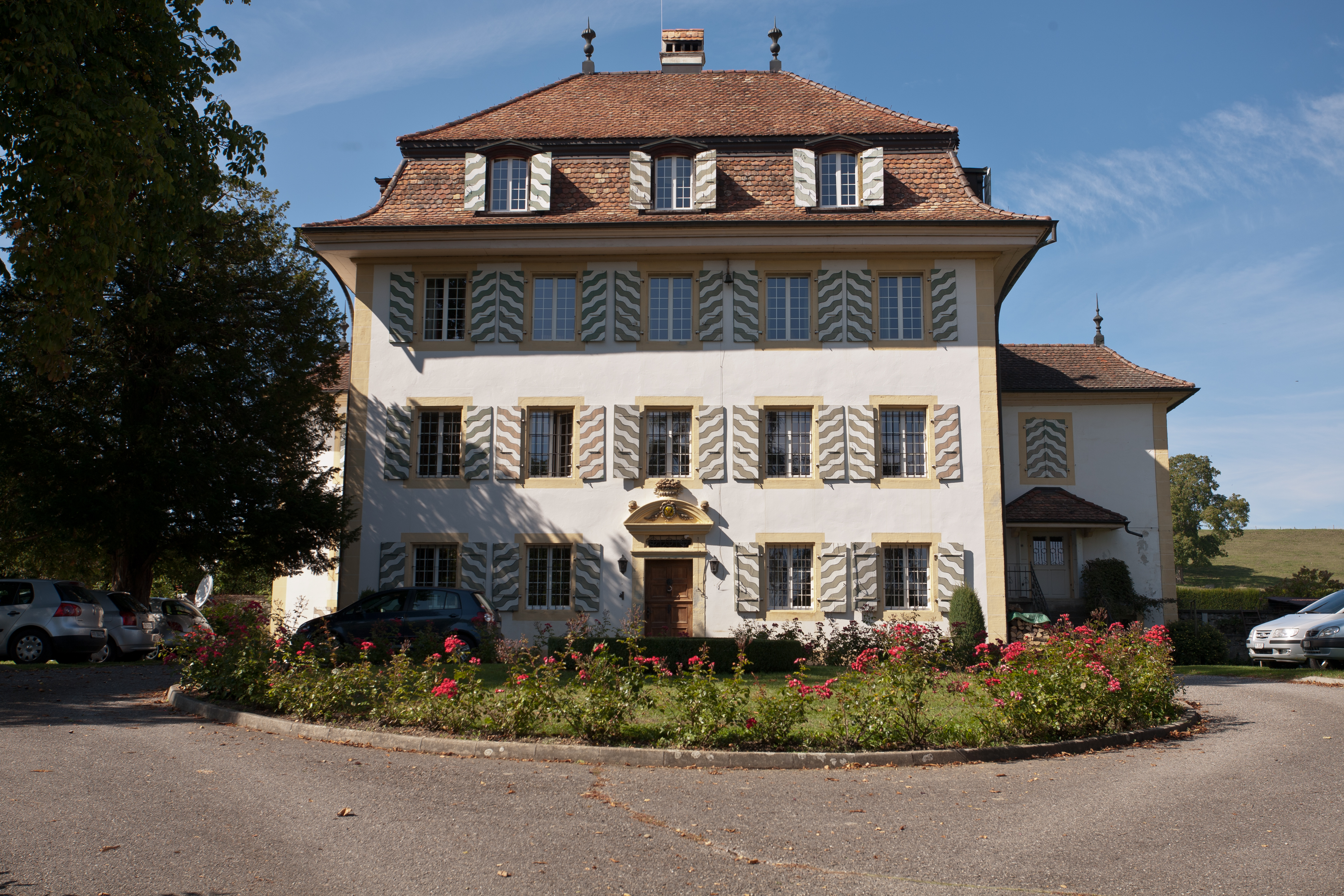
Castillo de Diesbach, Torny.